# Chính sách đối ngoại của Chính quyền Donald Trump nhiệm kỳ thứ hai

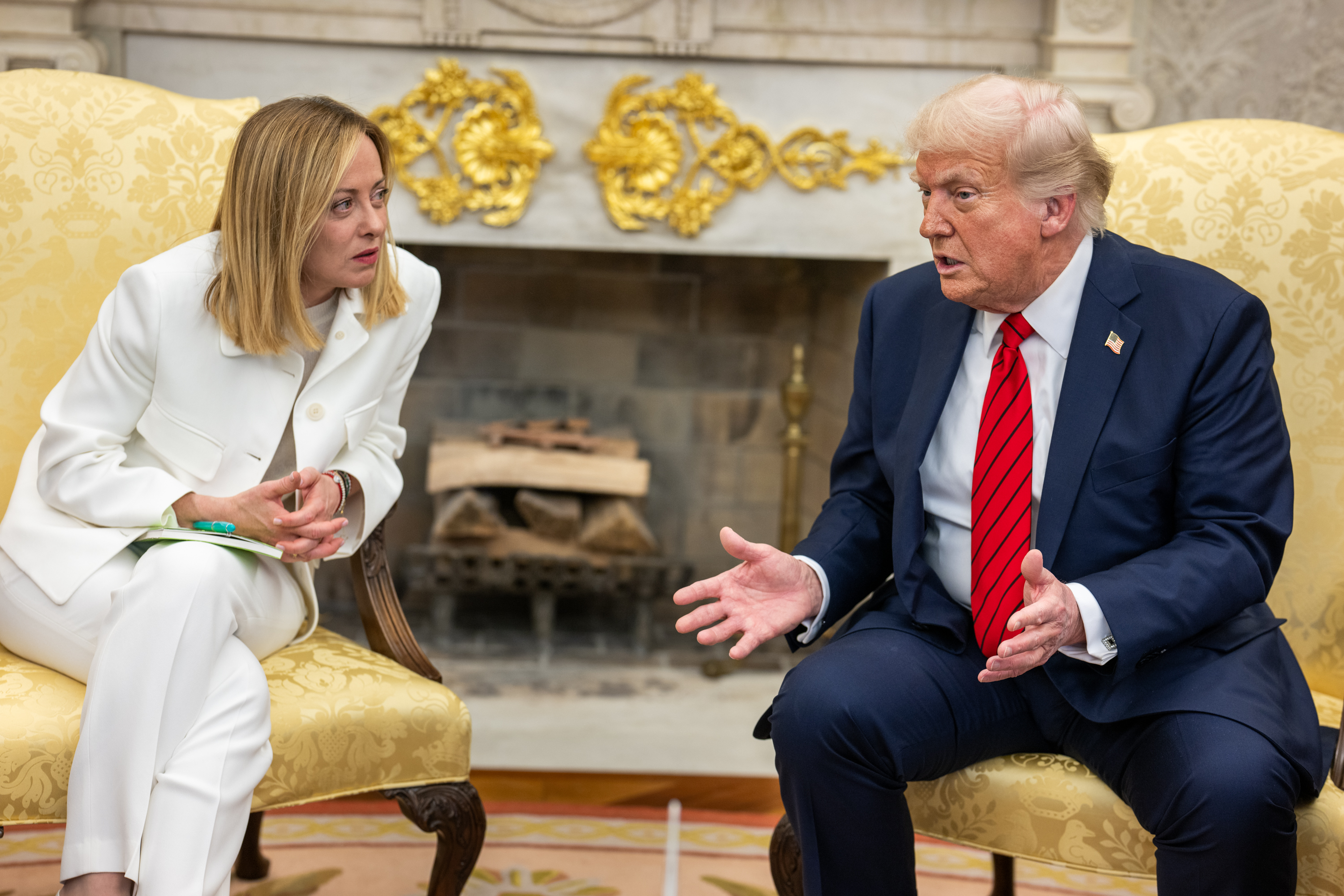
Tổng thống Donald Trump trong cuộc gặp song phương với Thủ ướng Ý Giorgia Meloni

Chính sách đối ngoại của chính quyền Donald Trump nhiệm kỳ thứ hai (Foreign policy of the second Donald Trump administration) đã được mô tả như là chủ nghĩa đế quốc và chủ nghĩa bành trướng trong cách tiếp cận của Hoa Kỳ đối với châu Mỹ và là sự hiện thực của chủ nghĩa biệt lập trong cách tiếp cận của Hoa Kỳ đối với châu Âu, khi Hoa Kỳ theo đuổi chương trình nghị sự chính sách đối ngoại "nước Mỹ trước tiên" (America First) của lý thuyết về chủ nghĩa hiện thực và thực dụng. Chính sách này được coi là phiên bản "cứng rắn" của Học thuyết Monroe. Chính quyền của Trump được mô tả là liên tục phá vỡ trật tự quốc tế tự do dựa trên các quy tắc sau năm 1945 và từ bỏ chủ nghĩa đa phương. Mối quan hệ của Trump với các đồng minh của Hoa Kỳ mang tính giao dịch và dao động từ thờ ơ đến thù địch, trong khi ông tìm kiếm mối quan hệ thân thiện hơn với một số đối thủ của Hoa Kỳ. Chính sách đối ngoại của Trump đã được mô tả là "chủ nghĩa hiện thực" và được ví như chính sách đối ngoại của cựu tổng thống William McKinley.

## Đại cương
Chính quyền Trump thường phản đối hợp tác quốc tế trong các lĩnh vực như môi trường, sức khỏe toàn cầu hoặc kinh tế, vì họ coi đó là sự đối nghịch lợi ích quốc gia, song song đó họ sẽ tìm cách giảm hoặc chấm dứt viện trợ nước ngoài và thay đổi các mối quan hệ và chính sách cho phù hợp. Ông Trump đã tỏ thái độ hoài nghi đối với các tổ chức quốc tế như Liên Hợp Quốc, Tổ chức Y tế Thế giới (WHO) và Tổ chức Thương mại Thế giới (WTO) có thể sẽ tiếp tục. Một chính quyền Trump có thể sẽ rút Mỹ khỏi hoặc cắt giảm tài trợ cho các tổ chức (như USAID) mà ông cho là không phục vụ lợi ích của Mỹ, đồng thời ưu tiên các thỏa thuận song phương mà Washington có thể áp đặt các điều khoản có lợi hơn. Trump đã bắt đầu một cuộc chiến thương mại với Canada và Mexico và tiếp tục gia tăng cuộc chiến thương mại với Trung Quốc vốn đang diễn ra. Quan hệ với Trung Quốc được dự báo sẽ tiếp tục là tâm điểm trong chính sách đối ngoại của ông Trump, với khả năng cao về một cuộc chiến tranh thương mại leo thang. Ông Trump đã đề ra áp đặt mức thuế quan lên tới 60% hoặc cao hơn đối với hàng hóa Trung Quốc nhằm giảm thâm hụt thương mại và đưa ngành sản xuất trở lại Mỹ. Ông ta liên tục công khai nói rằng ông ta muốn sáp nhập Canada, Greenland và Kênh đào Panama. Ông ta đã có lập trường cứng rắn ủng hộ Israel. Để đáp lại Chiến tranh Gaza, ông ta đã đề xuất biện pháp tiếp quản Dải Gaza, di dời cưỡng bức những người Palestine đến các quốc gia Ả Rập khác và biến Gaza thành một khu kinh tế đặc biệt. Ông Trump tỏ ý duy trì sự quan tâm chiến lược đối với khu vực Ấn Độ Dương - Thái Bình Dương, bao gồm cả Biển Đông, như một phần trong chiến lược tổng thể nhằm cạnh tranh với Trung Quốc.
Trump đã tìm cách kết nối lại với nước Nga của Vladimir Putin, một đối thủ lâu năm của Hoa Kỳ để chấm dứt cuộc xung đột Nga - Ukraina. Khi tranh cử, ông Trump đã tự tin tuyên bố có thể chấm dứt cuộc chiến ở Ukraine trong vòng 24 giờ. Kế hoạch của ông dường như liên quan đến việc sử dụng viện trợ của Mỹ làm đòn bẩy để buộc cả Nga và Ukraina phải ngồi vào bàn đàm phán, chính quyền Trump đã đưa ra những nhượng bộ cho Nga, họ cũng nói rằng Ukraina phải chịu một phần trách nhiệm cho cuộc xâm lược. Những động thái này đã bị chỉ trích bởi hầu hết các đồng minh của Hoa Kỳ và nhiều tổ chức quốc tế. Ông Trump được cho là sẽ tiếp tục gây áp lực lên các đồng minh, đặc biệt là các thành viên NATO, tuyên bố rằng các quốc gia thành viên phải tăng chi tiêu quốc phòng lên ít nhất 2% GDP và ám chỉ rằng Mỹ có thể không bảo vệ những nước không hoàn thành nghĩa vụ tài chính. Bài phát biểu của JD Vance tại Hội nghị An ninh Munich năm 2025 chỉ trích nền chính trị châu Âu đã gây ra tranh cãi về mối quan hệ xuyên Đại Tây Dương. Trong ngoại giao, Chính quyền của ông Trump cũng là tâm điểm gây ra những tranh cãi quốc tế với các sự kiện như trong cuộc gặp Trump–Zelenskyy tại Phòng Bầu dục năm 2025, ông Trump cùng phó tướng J.Vance đã khơi mào cuộc đấu khẩu tại Nhà trắng trước báo giới, tại cuộc họp Trump-Ramaphosa tại Phòng Bầu dục năm 2025 ông Trump đã "phục kích" ông Ramaphosa khi tung ra bằng chứng cáo buộc nạn diệt chủng người da trắng, trước đó, việc áp thuế đối ứng nhập khẩu lên các đối tác đã gây ra sự sụp đổ thị trường chứng khoán năm 2025, trong chuyến thăm Trung Đông của Donald Trump năm 2025 ở ba nước vùng Vịnh, kết hợp với thăm nom gia tài bất động sản của ông tại đây, ông Trump được tiếp đón long trọng như ông hoàng và đã nhận các món quà tặng giá trị lớn gây ra tranh cãi về đạo đức công vụ.

## Chú tích
1. ↑  Colvin, Jill; Gillies, Rob (ngày 9 tháng 1 năm 2025). "Trump, the 'America First' candidate, has a new preoccupation: Imperialism". The Associated Press. Truy cập ngày 28 tháng 1 năm 2025. But since winning a second term, the president-elect has been embracing a new imperialist agenda, threatening to seize the Panama Canal and Greenland — perhaps by military force — and saying he will use economic coercion to pressure Canada to become the nation's 51st state.
2. ↑  Stephen, Collinson (ngày 8 tháng 1 năm 2025). "Trump's threats to Greenland, Canada and Panama explain everything about America First". CNN. Truy cập ngày 28 tháng 1 năm 2025. Donald Trump's imperialist designs on Greenland, Canada and Panama often sound like the ramblings of a real estate shark who equates foreign and trade policy to a hunt for new deals. But there's method in his expansionist mindset.
3. ↑  Smolar, Piotr (ngày 8 tháng 1 năm 2025). "Donald Trump's rhetoric of a new American imperialism". Le Monde. Truy cập ngày 28 tháng 1 năm 2025. At a press conference in West Palm Beach, Florida, on Tuesday, January 7, Trump reiterated the idea of American expansion, which he believes would validate his promise of a "golden age" made to voters.
4. 1 2 3  Basu, Zachary (ngày 28 tháng 2 năm 2025). "Trump's new world order: Strongmen make the rules". Axios. Truy cập ngày 28 tháng 2 năm 2025. The international order forged after World War II is imploding, squeezed on all sides by the return of strongmen, nationalism and spheres of influence — with President Trump leading the charge. ... Trump's approach is based, according to U.S. officials, in "realism".
5. ↑  "Trump revives Monroe Doctrine in U.S. relations with Western Hemisphere". The Washington Post. ngày 28 tháng 2 năm 2025.
6. ↑  "Donald Trump has begun a mafia-like struggle for global power". The Economist. ngày 27 tháng 2 năm 2025. Truy cập ngày 28 tháng 2 năm 2025. The rupture of the post-1945 order is gaining pace. In extraordinary scenes at the UN this week, America sided with Russia and North Korea against Ukraine and Europe. Germany's probable new chancellor, Friedrich Merz, warns that by June NATO may be dead. Fast approaching is a might-is-right world in which big powers cut deals and bully small ones.
7. 1 2  Blaxland, John (ngày 18 tháng 2 năm 2025). "Trump's view of the world is becoming clear: America's allies come second to its own interests". The Conversation. Truy cập ngày 28 tháng 2 năm 2025.
8. 1 2  Erlanger, Steven (ngày 27 tháng 2 năm 2025). "Indifference or Hostility? Trump's View of European Allies Raises Alarm". The New York Times. ISSN 0362-4331. Truy cập ngày 28 tháng 2 năm 2025. Mr. Trump has rebuffed NATO and aligned himself with the longstanding, principal threat to the alliance: Russia.
9. 1 2  Broadwater, Luke (ngày 27 tháng 2 năm 2025). "With Trump, Alliances Come With Strings Attached". The New York Times. ISSN 0362-4331. Truy cập ngày 28 tháng 2 năm 2025. But it underscores Mr. Trump's impulse to squeeze even America's traditional allies as he applies his transactional approach to foreign policy.
10. ↑  "The new American imperialism". The Economist. Truy cập ngày 28 tháng 1 năm 2025.
11. ↑  Jeong, Andrew (ngày 27 tháng 1 năm 2025). "Why Trump admires President McKinley, the original 'tariff man'". The Washington Post. ISSN 0190-8286. Truy cập ngày 28 tháng 1 năm 2025.
12. ↑  Sanger, David E. (ngày 22 tháng 1 năm 2025). "Why Is This Long-Dead President Trump's New Hero?". The New York Times. ISSN 0362-4331. Truy cập ngày 28 tháng 1 năm 2025.
13. ↑  "Trump Debate: Sovereignty Over "International Cooperation"". ngày 20 tháng 1 năm 2025.
14. ↑  Tremblay-Boire, Joannie, As Trump tries to slash US foreign aid, here are 3 common myths many Americans mistakenly believe about it, The Conversation, February 5, 2025
15. ↑  Adams, Paul (ngày 29 tháng 4 năm 2025). "Why does Donald Trump want to take over Gaza and could he do it?". BBC News. Truy cập ngày 21 tháng 2 năm 2025.
16. ↑  Baker, Peter (ngày 25 tháng 2 năm 2025). "Under Trump, America's New Friends: Russia, North Korea and Belarus". The New York Times. ISSN 0362-4331. Truy cập ngày 2 tháng 3 năm 2025. It would be hard to think of a starker demonstration of how radically Mr. Trump is recalibrating America's place in the world after barely a month back in office. He is positioning the United States in the camp of the globe's chief rogue states in opposition to the countries that have been America's best friends since World War II or before.